# Mahaska (Kansas)
Mahaska è una città degli Stati Uniti d'America della contea di Washington nello Stato del Kansas.